# Montuno
Der Montuno (span.: vom Berge her) bezeichnet einen Instrumentalteil in der kubanischen Musik; des Weiteren auch einen Tanzstil des Son.

## Herkunft
Der Ausdruck Montuno bezieht sich auf den östlichen von Gebirgsketten durchsetzten Teil Kubas: die Sierra Maestra, die zwischen Cabo Cruz und dem Hafen von Santiago entlang der Südküste verläuft und nördlich ans Tal des Rio Cauto grenzt, und sich weiter östlich in der Sierra de Cristal ausdehnt, im Gebiet zwischen Mayarí, Guantánamo und Baracoa mit den höchsten Erhebungen Kubas (Pico Turquino, Pico Martí und La Gran Piedra). Gemeint sind aber im eigentlichen Sinne weniger die Gebirgszüge, sondern die abgeschiedenen Bergregionen und unwegsamen Landstriche, in denen nur vereinzelte Campesinos leben. Montuno – ländlich – steht damit im Gegensatz zu Urbano (span.: städtisch).

## Bedeutung
Montuno ist eine kubanische Wortschöpfung, die es sonst im Spanischen nicht gibt. Die besondere Semantik des Wortes erschließt sich, wenn man die unterschiedlichen Konnotationen mithört:
- Die ersten Siedler, die sich im Osten der Insel niederließen, waren meist spanischer Herkunft; entweder kamen sie aus Andalusien oder von den Kanarischen Inseln. Zugleich liegt der Osten Kubas geographisch nahe an Haiti. Beim Aufstand gegen die französische Kolonialmacht 1791 flüchteten viele schwarze Landarbeiter von Haiti auf die Nachbarinsel Kuba und brachten ihre Trommelrhythmen mit den dazugehörigen Bräuchen, Gesängen und Tänzen mit. Diese vermischten sich im Laufe der Zeit mit der Gitarrenmusik der spanischen Farmer. Hier entstanden so bedeutende kubanische Rhythmen wie der Danzón und der Son. Der Montuno steht damit für Ursprung und Originalität. Hier im Osten findet man die traditionellen Familienstrukturen mit ihren gemeinschaftlichen Festen; hier liegen die genuinen Wurzeln der kubanischen Musik.
- Eine ländliche Instrumentengruppe, die sich dem Son widmete, bestand aus drei mit Tres, Güiro und Bongos durch die Lande ziehenden Musikanten. Dies verachteten kubanische Städter als ärmlich. Erst in den städtischen Salons wurden sie zum stattlichen Conjunto aufgepeppt. Beim Tanzen steht der städtische Urbano für Eleganz und Stil. Dezent führt der Mann die Frau mit sinnlichen Bewegungen um sich herum. Im Montuno wird dagegen mit dem ganzen Körper getanzt: Schultern, Kopf, Knie und viel Oberkörper- und Armbewegungen. Er wirkt verspielt. Tanzfiguren werden gerne Montunos genannt, wenn sie Sprungelemente beinhalten. Der Montuno wird beim Tanzen oft als schlicht und unfein empfunden.
- Im Danzón wird der vierte und letzte Teil Montuno genannt. Dieser besteht aus einem beschleunigten Finale, in dem noch einmal alle Themen und Zitate aus den vorangegangenen Teilen durcheinandergewürfelt werden. In den 1930er-Jahren entstand in Kuba eine Mischform aus Danzón und Son, der Son montuno. Er besteht nur noch aus zwei Teilen, einem Gesangsteil mit Refrain und Strophen und einem Instrumental- und Rhythmusteil. Letzterer ist der Montuno. Hier wird der Rhythmus aufgedreht und dem Zuhörer noch einmal richtig eingeheizt. Die Instrumente improvisieren dazu in freien Soli. Montuno steht hier für Lebensfreude und freies musikalisches Spielen.
- Montuno bezeichnet das Pattern von kubanischer Musik im Klavier- und Gitarrenpart.